# The Fray
The Fray is een Amerikaanse rockband uit Denver. De groep bestaat uit vier leden. Ze werden bekend in 2006 dankzij hun single Over My Head (Cable Car), die in de top tien van de Billboard Hot 100 terechtkwam. De opvolger How to Save a Life werd een nog succesvollere single en bracht de band bekendheid bij het mainstream publiek. Het debuutalbum How to Save a Life werd meerdere malen platina. Vier jaar later kwam het tweede studioalbum The Fray uit, dat met You Found Me niet het succes van het vorige album en diens singles evenaarde, maar het toch goed deed. In 2012 kwam het derde studioalbum Scars & Stories en in 2014 het vierde studioalbum Helios uit. In 2022 verliet zanger Isaac Slade de band.

## Biografie

### Samenstelling
De band werd gevormd in 2002 en bestaat uit Isaac Slade (zanger en pianist), Joe King (gitaar en zang), Dave Welsh (gitaar) en Ben Wysocki (drum en percussie). De band heeft geen echte bassist en maakt gebruik van tourbandleden. Zij worden weleens vergeleken met Coldplay, maar zelf zeggen ze veel invloeden te hebben ondergaan van U2, Better Than Ezra en Counting Crows. Ze benadrukken dat ze zichzelf geen christelijke band noemen, hoewel er dikwijls vergelijkingen in die richting worden gemaakt.

### De weg naar bekendheid (2002-2007)
In de lente van 2002 ontmoetten Isaac Slade en Joe King elkaar in een plaatselijk Guitar Center. Al snel begonnen ze samen jamsessies te organiseren, liedjes te schrijven en een eigen stijl te ontwikkelen die een combinatie moest zijn van U2 en Coldplay. Later kwamen ook Zach Johnson en Caleb, de broer van Slade, bij de band. Johnson vertrok echter snel weer, om te gaan studeren aan de kunstschool in New York. Wysocki, een vriend van Isaac Slade, kwam dan bij de groep als drummer. De relatie tussen de twee broers leidde tot het schrijven van Over My Head (Cable Car). Na het vertrek van Caleb had de groep geen vaste bassist meer. Voor concerten en tours doen ze beroep op verschillende bassisten.
De bandnaam kozen ze tijdens een zogenaamde 'graduation party' van Caleb Slade. The Fray (Nederlands: "De  Strijd") werd als naam gekozen omdat ze vaak discussieerden over songteksten.
In 2002 kwam Movement EP uit, een plaat met vier liedjes. Slechts een klein aantal ervan werden ter perse gebracht en deze plaat is nu nog amper verkrijgbaar. Het jaar daarop kwam Reason EP uit. Ondanks heel wat minder goede kritiek brachten ze toch een single uit.
Acht nummers van de band werden door het Denverse radiostation KTCL geweigerd. Over My Head (Cable Car) was het eerste nummer dat airplay kreeg. Dit begon in een radioprogramma waarin beginnende bands wat reclame kregen. Hierna kreeg het station veel verzoeken voor het nummer waardoor de single in de top 30 kwam van de meest gedraaide songs van 2004 op deze zender. Dit bezorgde de groep lokaal heel wat bekendheid.
Later dat jaar werden ze door de Denverse lezers van Westword verkozen als beste nieuwe band. Daardoor werden ze ontdekt door platenmaatschappij Epic Records en op 17 december 2004 tekende de band een contract bij de platenfirma, die de band hielp met het uitbrengen van het eerste studioalbum How to Save a Life. Het uitbrengen van de plaat gebeurde in september 2005. Over My Head (Cable Car) werd een succes in de Amerikaanse Billboard Hot 100 en werd bekroond met dubbelplatina. Opvolger How to Save a Life overtrof het succes nadat het te horen was in het seizoenseinde van de televisieserie Grey's Anatomy en reikte tot de derde positie. Oorspronkelijk stond How to Save a Life ook in het Verenigd Koninkrijk als tweede single gepland, maar vanwege de grotere aandacht voor dat nummer die de aandacht op de Amerikaanse eerste single overschaduwde werd How to Save a Life als leadsingle van het album uitgebracht en Over My Head (Cable Car) als tweede.
In juli 2005 verzorgden zij tien keer het voorprogramma voor Weezer en daarna twaalfmaal voor Ben Folds. In januari 2006 begonnen ze hun eigen concerttournee.
Begin 2007 begon de promotie in Nederland. De single Over My Head (Cable Car) werd uitgeroepen tot 3FM Megahit en 538 Alarmschijf. Dit leidde tot een twintigste positie in de Nederlandse Top 40. Ook How to Save a Life deed het goed en werd in week 17 van 2007 de 3FM Megahit en Alarmschijf. Op 8 november 2007 deed de band de Heineken Music Hall aan voor een concert. De single Look after you deed het beduidend minder dan zijn twee voorgangers, het nummer bleef steken op plaats 18 in de tipparade en was internationaal ook minder succesvol. De band sloot de singlesreeks af met All At Once.

### Het tweede album (2007-2011)
Het tweede album The Fray werd in februari en maart 2007 uitgebracht met You Found Me als leadsingle. Dit nummer behaalde in de Verenigde Staten de top tien terwijl het album op de eerste positie in de Amerikaanse Billboard 200 binnenkwam. De single deed het echter teleurstellend in Nederland en België. Never Say Never werd de tweede single en werd tweemaal gebruikt in Transformers: Revenge of the Fallen. Op de heruitgave van het album kwam een cover van Kanye Wests Heartless te staan, geheel in de stijl van de band. De cover werd ingestudeerd voor BBC's Live Lounge, waarin bands bekende nummers naspelen.

### Scars & Stories (2011-2014)
Eind 2011 werd Heartbeat als de eerste single van de bands derde studioalbum Scars & Stories uitgebracht. The Fighter werd een promotionele single en Run for your life werd gelanceerd als de officiële tweede single.

### Helios
Het recentste album van The Fray is in februari 2014 uitgekomen, genaamd Helios. Eind 2013 kwam de eerste single uit van dit album, Love don't die. Later volgde de tweede single Hurricane.

## Discografie

### Albums
| Album met eventuele hitnotering(en) in de Nederlandse Album Top 100 | Datum van verschijnen | Datum van binnenkomst | Hoogste positie | Aantal weken | Opmerkingen |
| ------------------------------------------------------------------- | --------------------- | --------------------- | --------------- | ------------ | ----------- |
| How to Save a Life                                                  | 13-09-2005            | 24-02-2007            | 50              | 25           |             |
| The Fray                                                            | 20-03-2009            | 28-03-2009            | 54              | 2            |             |
| Scars & Stories                                                     | 02-03-2012            | 10-03-2012            | 68              | 1            |             |

| Album met hitnotering(en) in de Vlaamse Ultratop 200 albums | Datum van verschijnen | Datum van binnenkomst | Hoogste positie | Aantal weken | Opmerkingen |
| ----------------------------------------------------------- | --------------------- | --------------------- | --------------- | ------------ | ----------- |
| How to Save a Life                                          | 2005                  | 03-03-2007            | 47              | 16           |             |
| The Fray                                                    | 2009                  | 04-04-2009            | 59              | 4            |             |
| Helios                                                      | 2014                  | 01-03-2014            | 200             | 1            |             |

### Singles
| Single met eventuele hitnotering(en) in de Nederlandse Top 40 | Datum van verschijnen | Datum van binnenkomst | Hoogste positie | Aantal weken | Opmerkingen                               |
| ------------------------------------------------------------- | --------------------- | --------------------- | --------------- | ------------ | ----------------------------------------- |
| Over My Head (Cable Car)                                      | 2006                  | 27-01-2007            | 20              | 7            | Nr. 67 in de Single Top 100 / Alarmschijf |
| How to Save a Life                                            | 2007                  | 05-05-2007            | 20              | 8            | Nr. 46 in de Single Top 100 / Alarmschijf |
| Look After You                                                | 2008                  | 12-01-2008            | tip18           | -            |                                           |
| You Found Me                                                  | 2008                  | 03-01-2009            | tip11           | -            |                                           |
| Heartbeat                                                     | 2011                  | 05-11-2011            | tip2            | -            |                                           |

| Single met hitnotering(en) in de Vlaamse Ultratop 50 | Datum van verschijnen | Datum van binnenkomst | Hoogste positie | Aantal weken | Opmerkingen                 |
| ---------------------------------------------------- | --------------------- | --------------------- | --------------- | ------------ | --------------------------- |
| How to Save a Life                                   | 2007                  | 03-03-2007            | 7               | 19           | Nr. 30 in de Radio 2 Top 30 |
| Over My Head (Cable Car)                             | 2007                  | 14-07-2007            | tip4            | -            |                             |
| You Found Me                                         | 2008                  | 07-02-2009            | tip12           | -            |                             |

### NPO Radio 2 Top 2000
| Nummer met noteringen in de NPO Radio 2 Top 2000 | '12  | '13  | '14 | '15 | '16 | '17 | '18  | '19  | '20  | '21  | '22  | '23  | '24  |
| ------------------------------------------------ | ---- | ---- | --- | --- | --- | --- | ---- | ---- | ---- | ---- | ---- | ---- | ---- |
| How to Save a Life                               | 1767 | 1213 | 811 | 582 | 801 | 981 | 1162 | 1260 | 1355 | 1333 | 1398 | 1501 | 1309 |

1. ↑  Een vetgedrukt getal geeft de hoogste notering aan.
2. ↑  2012 was het eerste jaar met een notering voor dit nummer.